# Sinohomaloptera
Sinohomaloptera is een geslacht van straalvinnige vissen uit de familie van steenkruipers (Balitoridae).